# Symbatica cryphias
Symbatica cryphias är en fjärilsart som beskrevs av Edward Meyrick 1910. Symbatica cryphias ingår i släktet Symbatica och familjen stävmalar. Inga underarter finns listade i Catalogue of Life.